# Енакиево
Ена́киево (укр. Єнакієве; с 1928 по 1937 год — Ры́ково, с 1937 по 1943 год — Орджоники́дзе) — город в номинально образованном Горловском районе Донецкой области Украины, административный центр номинально образованной Енакиевской городской общины. До 2020 года был городом областного подчинения. Входит в Горловско-Енакиевскую агломерацию. С апреля 2014 года контролируется самопровозглашённой Донецкой Народной Республикой, согласно законодательству Украины является временно оккупированной территорией.

## История
Постоянные поселения на территории современного города основаны в 1783 году: сёла Раздольское (ныне посёлок Раздоловка в черте города) и Софиевка (Карло-Марксово). В 1795 году в них проживало 213 и 256 человек соответственно.
В 1858 году был открыт Софиевский каменноугольный рудник (в 1864 году на нём добыто 225 тыс. пудов угля). Тогда же поблизости от сёл началось строительство казённого опытного чугуноплавильного Петровского завода, названного в честь российского императора Петра I. На нём впервые испытывали выплавку чугуна из местных руд на коксующемся угле. В 1866 году на заводе впервые в России был получен такой чугун, но предприятие закрыли.
В 1895 году инженерами Ф. Е. Енакиевым и Б. А. Яловецким и несколькими бельгийскими предпринимателями учреждено Русско-бельгийское металлургическое общество, которое к 1897 году построило вокруг села Фёдоровки новый Петровский чугуноделательный завод. В конце XIX века на нём работали 2665 человек. Около завода открылись каменноугольные рудники. Вокруг предприятий сложились посёлки, которые в 1898 году объединены в один, названный по имени основателя русско-бельгийского общества «Енакиево» (название происходит от имени инженера-путейца Ф. Е. Енакиева). Такое же название получила и местная железнодорожная станция. Писатель А. И. Куприн, состоявший в 1896 году на службе на заводе, отобразил жизнь рабочих посёлка в повести «Молох».
До Первой мировой войны в Енакиеве построены коксохимический, кирпичный, пивоваренный заводы, маслобойня. Петровский завод стал одним из крупнейших металлургических заводов (3 место) юга России. В 1913 году он дал 349,2 тыс. тонн чугуна, 316,4 тыс. тонн стали, 280,1 тыс. тонн проката. К этому времени в посёлке были 2 гостиницы, столовая, 2 пекарни, 4 магазина, больница, коммерческое училище, 5 школ, кинематограф, клуб служащих металлургического завода, библиотека.
Постановлением Временного правительства от 3 июня 1917 года Енакиево получило статус города. Численность гласных городской думы установили в 42 человека.
В результате разрухи после Первой мировой и Гражданской войн в 1919—1921 годах, Петровский завод был единственным, который выпускал сталь. В 1921 году образован трест «Югосталь», объединивший металлургические заводы Юзовки, Петровки, Макеевки и Енакиева.
В 1924 году переименованы шахты Енакиева:
- Софиевская шахта — имени Карла Маркса,
- Веровский рудник — шахта «Красный Профинтерн»,
- Нарьевский рудник — шахта «Красный Октябрь»,
- шахта «Бунге» — шахта «Юный Коммунар».

В 1924 году всеми шахтами было добыто 3,5 млн пудов угля. К 1925 году в Енакиеве насчитывалось 34 тыс. жителей.
После череды административно-территориальных реформ в период с 1919 по 1925 годы Енакиево получило подтверждение статуса города постановлением Всеукраинского Центрального Исполнительного Комитета и Совета Народных Комиссаров от 13 марта 1925 года. В 1928 году город Енакиево был переименован в Рыково, по фамилии советского партийного и государственного деятеля А. И. Рыкова. После ареста Рыкова в 1937 году город был переименован в Орджоникидзе в честь другого советского партийного и государственного деятеля Г. К. Орджоникидзе. Название Енакиево возвращено городу в 1943 году.
За годы первых пятилеток в городе построены коксохимический и цементный заводы, завод металлоконструкций, аглофабрика, новые шахты, в том числе № 1-2, № 4 и другие. Большим подвигом енакиевских металлургов стало строительство за 40 дней методом народной стройки первой в СССР разливочной машины. В 1932 году от центра к посёлку Красный городок проложена трамвайная линия (см. Енакиевский трамвай). С 1933 года по 1941 год в городе действовал аэроклуб, который подготовил более 400 лётчиков. Десять из них стали Героями Советского Союза, в том числе лётчик-космонавт Г. Т. Береговой — дважды Героем Советского Союза.
К 1939 году население города составило 88,2 тыс. человек. Город обслуживали 11 больниц, поликлиника, 71 школа, металлургический техникум, педучилище, фельдшерско-акушерская школа, музыкальная школа, более 120 библиотек, 2 Дворца культуры, 10 клубов. Издавалось 11 многотиражных газет. В 1934 году был открыт русский драматический театр. В черту города вошли старые посёлки: «Красный Профинтерн» и «Красный Октябрь», построены новые районы: имени Ватутина, Северный, Железнодорожный и другие. С 31 октября 1941 года по 3 сентября 1943 года город находился под оккупацией гитлеровской Германии. В 1950-х годах введены в эксплуатацию завод железобетонных изделий, экспериментальный завод строительных материалов, завод крупноблочного домостроения, авторемонтный завод. С апреля 2014 года находится под контролем самопровозглашённой ДНР, согласно законодательству Украины является временно оккупированной территорией.

## Население
Рождаемость — 5,8 на 1000 человек, смертность — 20,6, естественная убыль — −14,8, сальдо миграции отрицательное (-9,9 на 1000 человек).
Население городского совета на 1 октября 2021 года — 114 191 чел.
Количество на начало года.
| Год  | Количество жителей |
| ---- | ------------------ |
| 1897 | 3167               |
| 1923 | 13749              |
| 1927 | 24291              |
| 1931 | 71119              |
| 1933 | 91944              |
| 1937 | 84300              |
| 1939 | 88566              |
| 1956 | 86000              |
| 1959 | 92306              |
| 1961 | 93000              |
| 1964 | 93000              |
| 1965 | 94000              |
| 1970 | 92131              |
| 1979 | 114163             |
| 1987 | 117000             |
| 1989 | 120332             |
| 1992 | 119900             |
| 1994 | 118000             |
| 1998 | 108700             |
| 2002 | 103997             |
| 2003 | 101436             |
| 2004 | 98825              |
| 2005 | 96616              |
| 2006 | 94408              |
| 2007 | 92338              |
| 2008 | 90554              |
| 2009 | 88798              |
| 2010 | 87243              |
| 2011 | 85663              |
| 2012 | 84187              |
| 2013 | 82629              |
| 2014 | 81054              |
| 2015 | 79670              |
| 2016 | 79409              |
| 2017 | 79348              |
| 2018 | 78555              |
| 2019 | 77968              |
| 2020 | 77355              |
| 2021 | 77053              |

Рейтинг города (по численности населения) по состоянию на 1 января 2015 года:
| Место в Европе | Место в бывшем СССР | Место на Украине | Место в области |
| -------------- | ------------------- | ---------------- | --------------- |
| 929            | 364                 | 48               | 7               |

Национальный состав Енакиевского горсовета данным переписи населения 2001 года:
| N | Национальность | Количество | Уд. вес (%) |
| - | -------------- | ---------- | ----------- |
| 1 | Русские        | 83726      | 51,44       |
| 2 | Украинцы       | 73675      | 45,26       |
| 3 | Белорусы       | 1777       | 1,09        |
| 4 | Армяне         | 587        | 0,36        |
| 5 | Азербайджанцы  | 366        | 0,22        |
| 6 | Евреи          | 291        | 0,18        |
|   | Всего          | 162778     | 100,00      |

### Языковой состав
Родной язык населения по данным переписи 2001 года:
| Язык       | Численность, чел. | Доля     |
| ---------- | ----------------- | -------- |
| Украинский | 10 202            | 9,79 %   |
| Русский    | 93 258            | 89,44 %  |
| Другое     | 806               | 0,77 %   |
| Итого      | 104 266           | 100,00 % |

## География

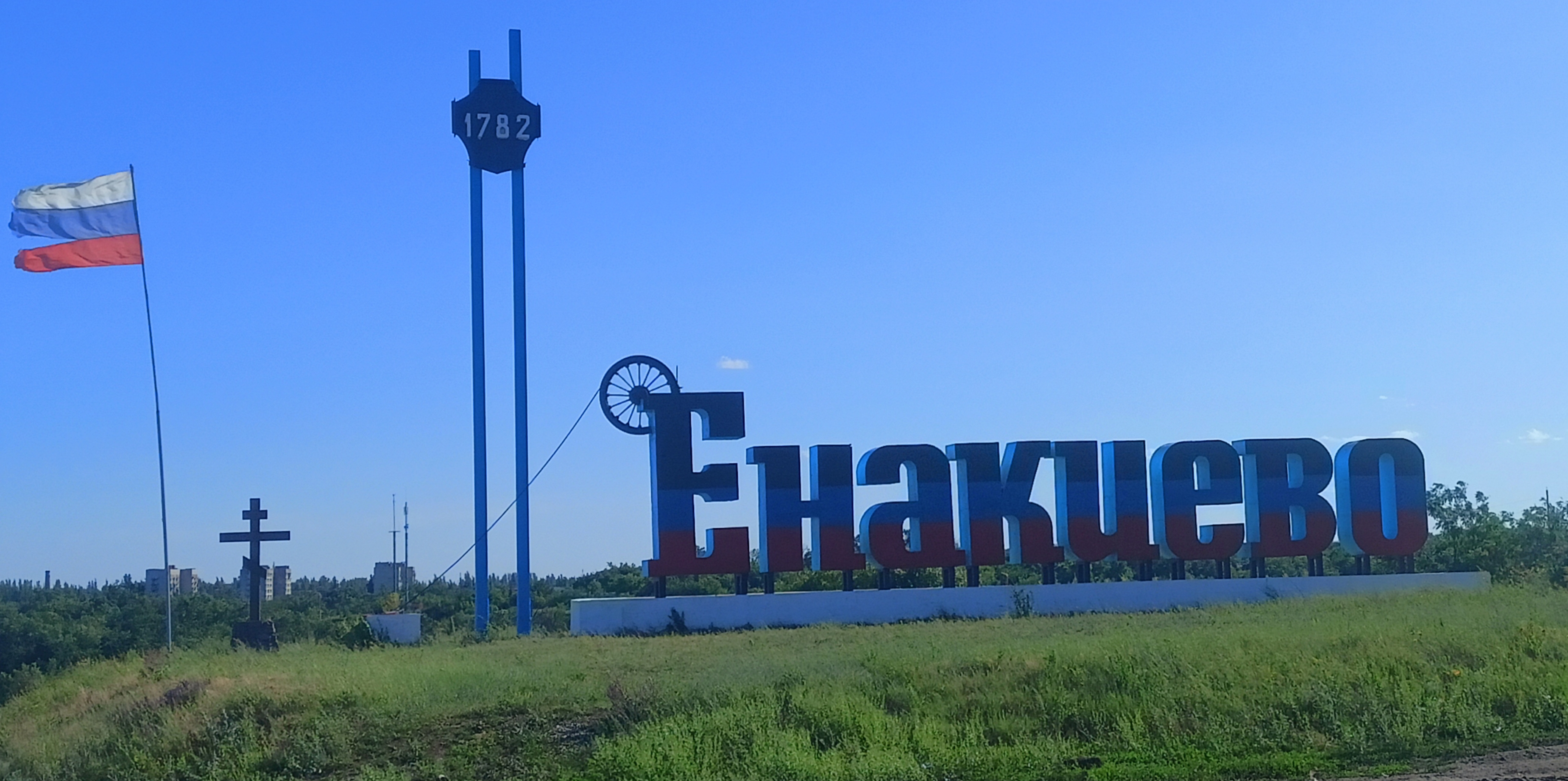
Въезд в город со стороны Луганска во время оккупации Россией

Город расположен в восточной части Донецкой области, расстояние до Донецка 50 км. В его южных окрестностях реки Садки, Корсунь и Булавина сливаются в реку Крынку (бассейн Миуса).
Соседние населённые пункты по сторонам света
С, СЗ: город Горловка
СЗ: Новосёловка (Енакиевский горсовет), Карло-Марксово
СВ: Оленовка (выше по течению Булавины), Александровское, Каютино, город Углегорск
З: Старопетровское, Корсунь
В: город Юнокоммунаровск, Славное, Дружное
ЮВ: Шевченко (Розовский сельсовет)
ЮЗ: Авиловка, Шапошниково, Щебёнка (все три ниже по течению Булавины); Шевченко (Енакиевский горсовет), Верхняя Крынка (Енакиевский горсовет), Верхняя Крынка (Макеевский горсовет), Новосёловка (Макеевский горсовет), Новомарьевка, Новомосковское
Ю: Розовка, город Ждановка

## Символика

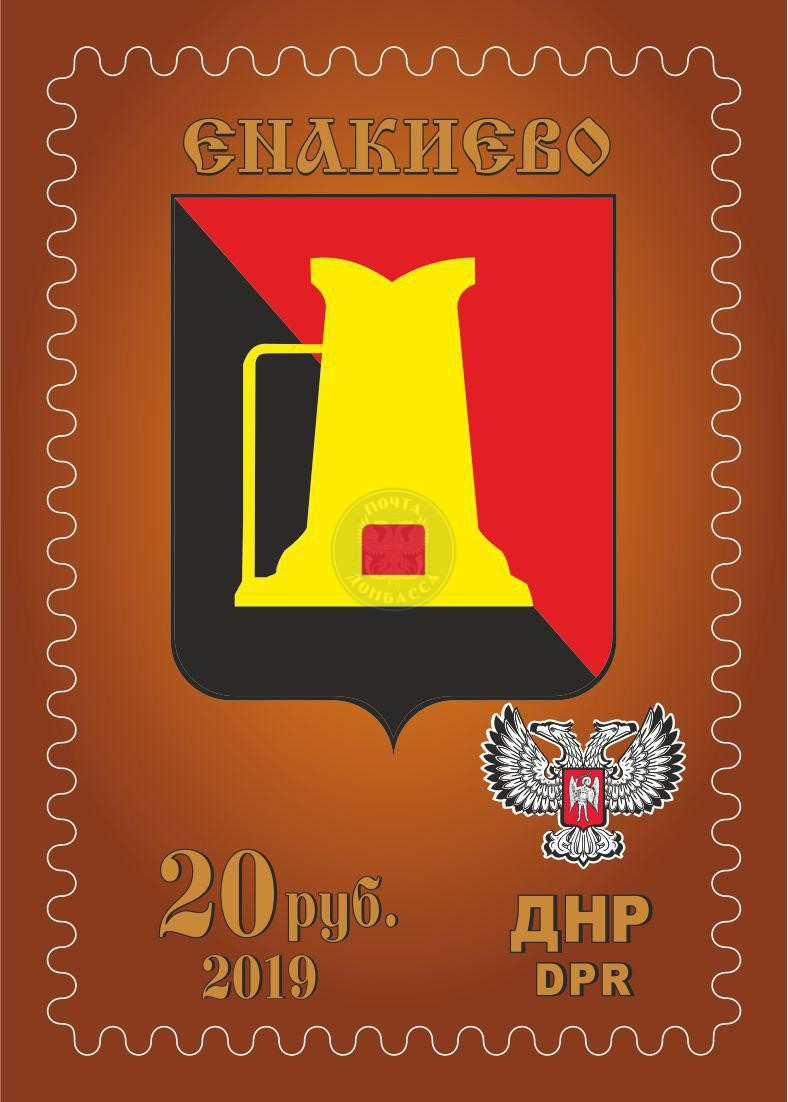
Почтовая марка с символикой города, изданная оккупационными властями во время оккупации Россией, «Почта Донбасса», 2019 год

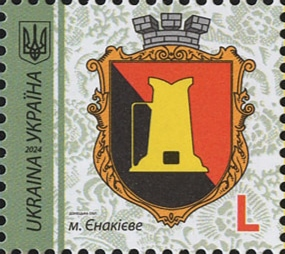
Стандартная марка с символикой города в серии «Гербы городов, посёлков и сёл Украины», Почта Украины, 2024 год.

Енакиево был одним из первых городов Донетчины, у которого появился собственный герб. Его проект был разработан в 1968 году. Авторская группа, в составе которой А. А. Чутчев, Г. А. Андриенко, А. К. Панасенко, А. Д. Уткин, сделала официальный символ города простым, лаконичным и в то же время очень выразительным, отобразив в нём историю Енакиева, рождение которого прежде всего связано с развитием металлургической и угольной промышленности.
- Описание. В щите, скошенном справа красным и чёрными цветами, стилизованная золотая доменная печь с красной леткой.
- Символика. Красное и чёрное поле герба символизируют металлургическую и угольную промышленность. Золотая доменная печь — символ первой на юге России доменной печи Старопетровского завода, на которой в 1862 году был получен первый чугун на угле.

## Административное деление
Подчинены города Юнокоммунаровск и Углегорск, 8 посёлков городского типа, 8 сёл и 11 посёлков. Подробнее — Енакиевский городской совет.
Также до 11 декабря 2014 года был подчинён город Углегорск.

### Районы и части города
- Юнокоммунаровск (Юнком),
- Углегорск,
- Блочок (Площадь Бурмистрова, бывшая «Площадь Дружбы»)
- Первомайка,
- Раздоловка,
- Красный городок,
- Зарудня,
- посёлок ДСК
- посёлок 1905 года,
- посёлок 40-летия ВЛКСМ,
- Енакиевский посёлок,
- Ватутинский посёлок,
- Криничка,
- Гапуровка,
- посёлок шахты «Красный Октябрь»,
- посёлок шахты «Красный Профинтерн»,
- посёлок Северный,
- посёлок Стандартный,
- посёлок Нехотеевка,
- посёлок Лесной
- посёлок Постышева
- посёлок Карло-Марксово
- посёлок Казачий
- посёлок Фильтровальная

Микрорайоны:
- Парковый
- им. Ватутина
- Горизонт
- № 15, Горняк
- № 16, им. Брайляна
- Городской

## Экономика

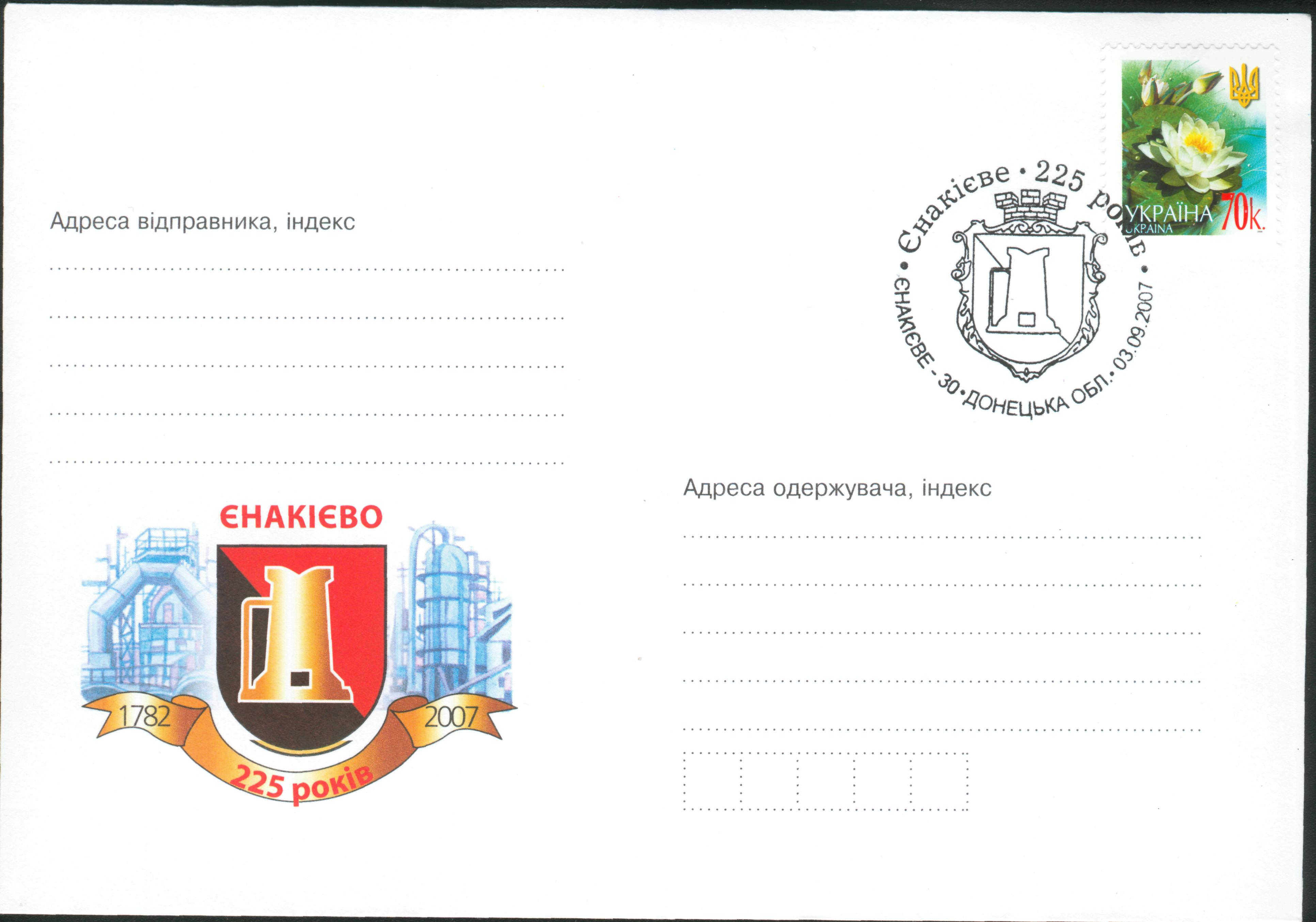
Почтовый конверт со спецгашением 225 лет Енакиево. 2007

### Добыча каменного угля
ГП «Орджоникидзеуголь»:
- шахта «Красный Октябрь», — больше не существует
- шахта «Красный Профинтерн», — больше не работает
- шахта «Юный коммунар», — больше не существует
- шахта «Ольховатская» — в данный момент не работает
- шахта «Булавинская» — в данный момент не работает
- шахта «Енакиевская» — в данный момент не работает
- шахта «Полтавская» — в данный момент не работает
- шахта «Углегорская» — в данный момент не работает
- шахта «им. Карла Маркса» — в данный момент работает
- обогатительная фабрика

### Металлургическая промышленность
- Енакиевский металлургический завод
- Енакиевский коксохимпром

### Машиностроение и металлобработка
- Енакиевский котельно-механический завод

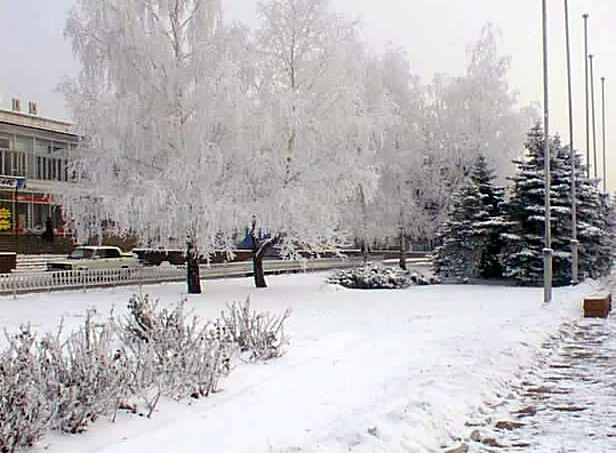
Площадь Ленина зимой у здания горсовета

- «Донбассстальконструкция»
- ремонтно-механический завод
- Енакиевский авторемонтный завод
- «Ремэнергомонтаж»
- «Сельхозтехника»

### Производство стройматериалов
- ООО «Цемент Донбасса» (цементный завод)
- ЕЗЖБНТ (Енакиевский завод железобетонных напорных труб)

### Пищевая промышленность
- Енакиевский мясокомбинат
- Комбинат пищевых продуктов «Айс-Маркет» (хладокомбинат)
- Енакиевский гормолокозавод
- Енакиевский каравай

### Лёгкая промышленность
- швейная фабрика
- швейно-галантерейная фабрика и другие.

Около 65 % занятых в народном хозяйстве трудятся в промышленности. Сейчас многие предприятия работают не на полную мощность. Закрыты шахты «Красный Октябрь», «Красный Профинтерн» и «Юный коммунар».

## Транспорт

### Трамвай

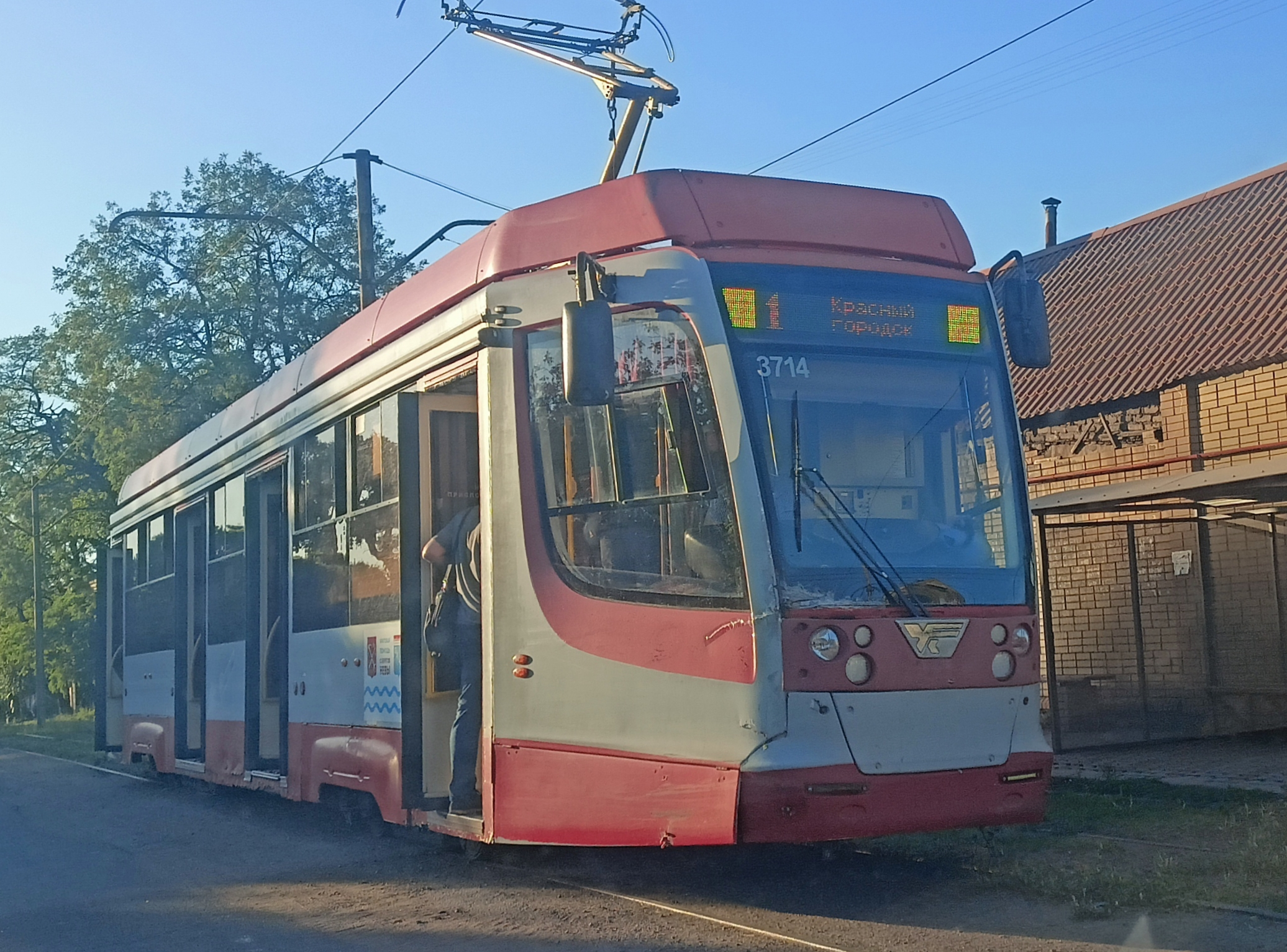
Трамвай по маршруту № 1

- трамвай (с 1932 года) — 3 маршрута:
- 1 Красный городок — посёлок Ватутина (101 квартал, «Черёмушки»)
- 3 посёлок Ватутина — Шахта «Красный Октябрь»
- 4 Центр (ул. Калинина) — м-район «16» (ул. Брайляна, «Фильтровальная»)

### Железнодорожный транспорт
На территории Енакиева находятся железнодорожные станции и остановочные пункты:
- станция Енакиево (город Енакиево),
- станция Волынцево (город Енакиево),
- станция Углегорск (город Углегорск),
- станция Булавин (посёлок Булавино),
- станция Щебёнка (посёлок Щебёнка),
- ост. пункт 1073 км (посёлок Каютино),
- ост. пункт 1067 км (посёлок Грозное),
- ост. пункт 1089 км (дачный посёлок Виноградники).

### Основные автомагистрали
- просп. Ленина (центральная улица),
- просп. Металлургов,
- просп. 50-летия Октября,
- просп. Берегового,
- просп. Горняков,
- просп. Забойщиков,
- ул. Тиунова,
- ул. Свердлова,
- ул. Партизанская,
- ул. Комсомольская,
- ул. Гагарина,
- ул. Толстого,
- ул. Постышева,
- ул. 60-лет СССР,
- ул. Красных Зорь,
- ул. Волжская,
- ул. Ревкомовская,
- Луганское шоссе.

### Автобусный транспорт
- б/н АС Енакиево — Донецк (АВ «Южный»), (через Ждановка, Харцызск, Макеевка)
- 1, 1А ЕМЗ — пос. им. Ватутина (через пос. Енакиевский, кольцевой)
- 2 ЕМЗ — пос. им. Ватутина (по просп. Металлургов, просп. Берегового)
- 3 ЕМЗ — пос. им. 40-летия ВЛКСМ (через пос. Раздоловка)
- 4 пос. Раздоловка (от Водоканала) — пос. Волынцево (через ГБ № 1)
- 5 ЕМЗ — пос. 1905 года
- 6 АС Енакиево — АС Ждановка (маршрут закрыт)
- 8 ЕМЗ — пос. ДСК
- 9 АС Енакиево — пос. Стандартный
- 10 АС Енакиево — мкр «Горняк»
- 10А АС Енакиево — мкр «Горняк» (через ГБ № 1)
- 11 пос. им. Ватутина — мкр «Горняк» (через пос. Енакиевский, пос. Красный Профинтерн)
- 12 пос. им. Ватутина — Юнокоммунаровск (через пос. Енакиевский, пос. Цемзавода) (маршрут закрыт)
- 15 ЕМЗ — пос. Красный городок
- 16 АС Енакиево — пос. Ватутина (по просп. Металлургов, просп. Берегового, кольцевой по мкр «Парковый» и «Горизонт») (маршрут закрыт)
- 20 пос. им. Ватутина — пос. Красный городок (через ГБ № 1)
- 21 АС Енакиево — Углегорск
- 22 АС Енакиево — АС Дебальцево
- 23 АС Енакиево — пос. Булавинка
- 24 АС Енакиево — пос. Ольховатка
- 25 АС Енакиево — Юнокоммунаровск
- 26 АС Енакиево — АС Кировское (через пл. им. Бурмистрова, Юнокоммунаровск)
- 27 АС Енакиево — АС Макеевка (через Ждановка, Харцызск)
- 28 АС Енакиево — пос. Корсунь
- 29 Енакиево (от ЕМЗ) — Юнокоммунаровск
- 30 АС Енакиево — пос. Карла Маркса
- 34 АС Енакиево — пос. Карла Маркса (через пос. им. Ватутина, пос. Софье-Кондратьевка)
- 36 Юнокоммунаровск — пос. Дружный (идёт по маршруту 29, с заходом на пос. Дружный)

## Финансы
Бюджет города в 1975 году — 17 169 тыс. руб, в том числе на благоустройство — 2069 тыс. руб.
Объём произведённых услуг в 2003 году — 30,9 млн гривен.
Среднемесячная зарплата в 2003 году — 467 гривен.
Экспорт товаров в 2003 году — 266,3 млн долларов США.
Прямые иностранные инвестиции на 2003 год — 24,9 млн долларов США.
Коэффициент безработицы — 2,3 %.

## Социальная сфера
29 детсадов (3100 детей), 3 дома культуры,
9 клубов,
17 библиотек.
Медицинские учреждения городского подчинения: городские больницы № 1,2,5,7, Ольховатская амбулатория, городская детская больница, городская стоматологическая поликлиника, поликлиники — № 3,4,6, станция скорой медицинской помощи; медицинские учреждения областного подчинения: 3 диспансера — онкологический, кожно-венерологический, туберкулёзный, психиатрическая больница, станция переливания крови.
Детские оздоровительные центры имени В. Дубинина и имени Гагарина (на Волынцевском водохранилище), пионерлагерь «Ласточка», плавательный бассейн, фитнес-центр «Олимп».

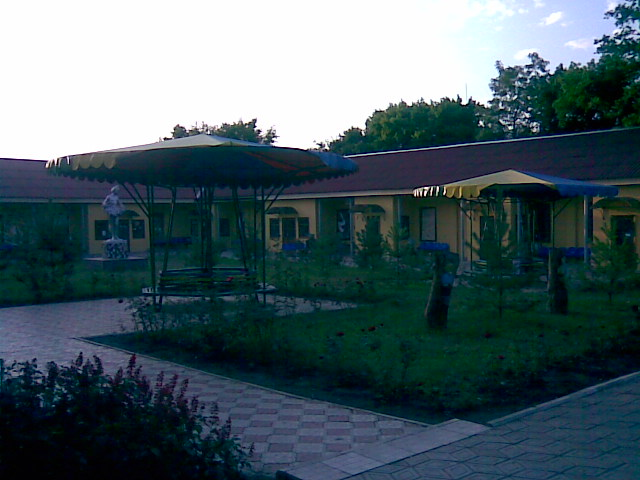
ДОЦ имени В. Дубинина

- Гостиницы «Мир», «Салют», «Кристалл».

### Учебные заведения
Высшие учебные заведения:
- Экономико-промышленный институт Донбасского государственного технического университета

Техникумы:
- Техникум экономики и менеджмента Донецкого национального университета (ул. Партизанская, 125),
- Металлургический техникум (просп. 50-летия Октября, 40),
- Политехнический техникум (ул. XX Партсъезда, 18),

Профессионально-технические учебные заведения:
- Енакиевский профессиональный лицей (пр-т Берегового, 2)
- ПТУ № 44 (Луганское шоссе, 12)
- ПТУ № 50 (ул. Ореховая, 50)
- ПТУ № 96 (Луганское шоссе, 76 А,)
- ПТУ № 112 (ул. Профсоюзная, 2)

- Учебно-производственный комбинат,
- Центр детского и юношеского творчества (Дворец пионеров),
- Школа искусств имени Чайковского,
- 34 средние образовательные школы,
- Школа-интернат,
- Вечерняя средняя школа,
- Вспомогательная школа-интернат,
- Лицей информационных технологий (Школа № 34)

## Достопримечательности
- Краеведческий музей (Музей истории города 12),
- Музей космонавта Георгия Берегового
- Музей истории Енакиевского металлургического завода,
- Стадионы «Металлург», «Шахтёр», спорткомплекс «Юность» (всего — 9),

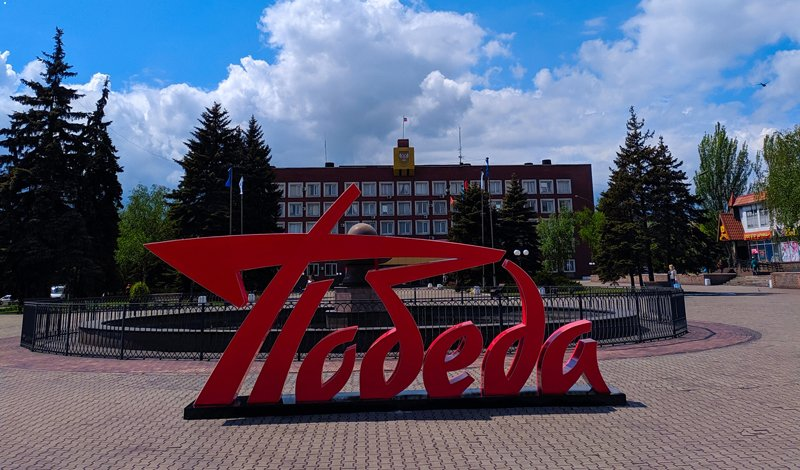
Инсталляция, установленная оккупационными властями во время оккупации Россией ко Дню Победы 2020 года, площадь Ленина

- Свято-Покровский храм,

- Братская могила советских воинов

## Парки и скверы
- Парк имени Вознесенского,
- Парк имени Г. Т. Берегового,
- Сквер имени Г. Т. Берегового,
- Партизанский сквер,
- Сквер Мемориальной славы (с братскими могилами),
- Сквер имени 40-летия ВЛКСМ.
- Урочище Россоховатое
- Урочище Плоское